# Municipio Sopachuy
Das Municipio Sopachuy ist ein Verwaltungsbezirk im Departamento Chuquisaca im südamerikanischen Anden-Staat Bolivien.

## Lage im Nahraum
Das Municipio Sopachuy ist eines von fünf Municipios der Provinz Tomina und umfasst deren westlichen Bereich. Es grenzt im Norden an das Municipio Tomina, im Westen an die Provinz Jaime Zudáñez, im Süden an die Provinz Azurduy, im Südosten an das Municipio El Villar und im Osten an das Municipio Villa Alcalá.
Das Municipio erstreckt sich zwischen etwa 19° 18' und 19° 26' südlicher Breite und 64° 22' und 64° 40' westlicher Länge, seine Ausdehnung von Westen nach Osten beträgt bis zu 30 Kilometer, von Norden nach Süden bis zu 35 Kilometer.
Das Municipio umfasst 109 Gemeinden (localidades), der zentrale Ort des Municipios ist die Ortschaft Sopachuy mit 1937 Einwohnern (Volkszählung 2012) im östlichen Teil des Municipios.

## Geographie
Das Municipio Sopachuy liegt im Übergangsbereich zwischen der Anden-Gebirgskette der Cordillera Central und dem bolivianischen Tiefland. Das Klima der Region ist semi-humid und ein typisches Tageszeitenklima, bei dem die mittleren Temperaturschwankungen zwischen Tag und Nacht deutlicher ausfallen als zwischen den Jahreszeiten.
Die Jahresdurchschnittstemperatur im Municipio Sopachuy liegt bei milden 21 °C (siehe Klimadiagramm Sopachuy) und schwankt nur unwesentlich zwischen 17 und 18 °C im Juni und Juli und knapp 23 °C von November bis Januar. Der Jahresniederschlag beträgt etwa 600 mm, bei einer ausgeprägten Trockenzeit von April bis September mit Monatsniederschlägen unter 25 mm und einer Feuchtezeit von Dezember bis Februar mit 100 bis 120 mm Monatsniederschlag.

## Bevölkerung
Die Einwohnerzahl ist zwischen 1992 und 2024 um etwa ein Zehntel angestiegen:
| Jahr | Einwohner | Quelle       |
| ---- | --------- | ------------ |
| 1992 | 6121      | Volkszählung |
| 2001 | 7241      | Volkszählung |
| 2012 | 7228      | Volkszählung |
| 2024 | 6886      | Volkszählung |

Die Bevölkerungsdichte bei der letzten Volkszählung von 2024 betrug 11 Einwohner/km², der Alphabetisierungsgrad bei den über 6-Jährigen war von 32,1 Prozent (1992) auf 53,7 Prozent (2001) angestiegen. Die Lebenserwartung der Neugeborenen betrug 60,8 Jahre, die Säuglingssterblichkeit war von 8,8 Prozent (1992) auf 7,8 Prozent im Jahr 2001 zurückgegangen.
47,3 Prozent der Bevölkerung sprechen Spanisch, 93,8 Prozent sprechen Quechua und 0,1 Prozent sprechen Aymara. (2001)
82,7 Prozent der Bevölkerung haben keinen Zugang zu Elektrizität, 85,4 Prozent leben ohne sanitäre Einrichtung (2001).
52,5 Prozent der 1.518 Haushalte besitzen ein Radio, 10,1 Prozent einen Fernseher, 15,5 Prozent ein Fahrrad, 0,7 Prozent ein Motorrad, 1,1 Prozent ein Auto, 5,3 Prozent einen Kühlschrank, und 0,3 Prozent ein Telefon. (2001)

## Politik
Ergebnis der Regionalwahlen (concejales del municipio) vom 4. April 2010:
| Wahl- berechtigte |  | Wahl- beteiligung | gültige Stimmen |  | MAS-IPSP | M.M.P. |
| ----------------- |  | ----------------- | --------------- |  | -------- | ------ |
| 2.982             |  | 2.521             | 2.103           |  | 1.586    | 517    |
|                   |  | 84,5 %            | 83,4 %          |  | 75,4 %   | 24,6 % |

Ergebnis der Regionalwahlen (elecciones de autoridades políticas) vom 7. März 2021:
| Wahl- berechtigte |  | Wahl- beteiligung | gültige Stimmen |  | MAS-IPSP | CST     | C-A    | MNR    | BSTH   | UNIDOS |
| ----------------- |  | ----------------- | --------------- |  | -------- | ------- | ------ | ------ | ------ | ------ |
| 3.176             |  | 2.733             | 2.232           |  | 1.768    | 408     | 23     | 16     | 10     | 7      |
|                   |  | 86,05 %           | 81,67 %         |  | 79,21 %  | 18,28 % | 1,03 % | 0,72 % | 0,45 % | 0,31 % |

## Gliederung
Das Municipio Sopachuy besteht nur aus dem Kanton (cantón) Sopachuy und untergliederte sich bei der Volkszählung 2012 in die folgenden Subkantone (vicecantones):
- 01-0403-0100-1 Vicecantón Amancaya – 2 Gemeinden – 825 Einwohner (551 Einw. 2001)
- 01-0403-0100-2 Vicecantón Alisos – 1 Gemeinde – 195 Einwohner (217 Einw. 2001)
- 01-0403-0100-3 Vicecantón Jarca Mayu – 1 Gemeinde – 48 Einwohner (105 Einw. 2001)
- 01-0403-0100-5 Vicecantón San Isidro – 3 Gemeinden – 103 Einwohner (131 Einw. 2001)
- 01-0403-0100-6 Vicecantón Silva – 1 Gemeinde – 189 Einwohner (225 Einw. 2001)
- 01-0403-0100-7 Vicecantón Sipicani – 8 Gemeinden – 667 Einwohner (772 Einw. 2001)
- 01-0403-0100-9 Vicecantón Cuevas – 1 Gemeinde – 150 Einwohner (181 Einw. 2001)
- 01-0403-0101-0 Vicecantón Mama Huasi – 1 Gemeinde – 508 Einwohner (523 Einw. 2001)
- 01-0403-0101-1 Vicecantón Matela Baja – 1 Gemeinde – 206 Einwohner (229 Einw. 2001)
- 01-0403-0101-2 Vicecantón Pampas Del Carmen – 3 Gemeinden – 72 Einwohner (163 Einw. 2001)
- 01-0403-0101-3 Vicecantón Pampas Punta – 1 Gemeinde – 409 Einwohner (353 Einw. 2001)
- 01-0403-0101-4 Vicecantón Paslapaya Baja – 2 Gemeinden – 184 Einwohner (288 Einw. 2001)
- 01-0403-0101-5 Vicecantón Rodeo – 1 Gemeinde – 84 Einwohner (87 Einw. 2001)
- 01-0403-0101-6 Vicecantón San Antonio – 2 Gemeinden – 150 Einwohner (203 Einw. 2001)
- 01-0403-0101-7 Vicecantón San Blas Alto – 1 Gemeinde – 144 Einwohner (188 Einw. 2001)
- 01-0403-0101-8 Vicecantón San Jose De Matelillas – 1 Gemeinde – 113 Einwohner (196 Einw. 2001)
- 01-0403-0101-9 Vicecantón San Juan De Horcas – 1 Gemeinde – 334 Einwohner (421 Einw. 2001)
- 01-0403-0102-0 Vicecantón San Luis De Chavarria – 1 Gemeinde – 224 Einwohner (276 Einw. 2001)
- 01-0403-0102-1 Vicecantón Sauce Molino – 1 Gemeinde – 106 Einwohner (163 Einw. 2001)
- 01-0403-0102-2 Vicecantón Sopachuy – 1 Gemeinde – 1937 Einwohner (1478 Einw. 2001)
- 01-0403-0102-8 Vicecantón Achatalas– 1 Gemeinde – 253 Einwohner (- Einw. 2001)
- 01-0403-0102-9 Vicecantón Milanes Alto – 1 Gemeinde – 165 Einwohner (- Einw. 2001)
- 01-0403-0104-3 Vicecantón Milanes Bajo – 2 Gemeinden – 84 Einwohner (- Einw. 2001)
- 01-0403-0104-5 Vicecantón Tambillos – 1 Gemeinde – 72 Einwohner (161 Einw. 2001)

## Ortschaften im Municipio Sopachuy
- Sopachuy 1937 Einw. – Amancaya 665 Einw. – Sipicani 592 Einw. – Mama Huasi 508 Einw. – Pampas Punta 409 Einw. – San Juan de Horcas 334 Einw. – Paslapaya Baja 184 Einw. – Tambillos 72 Einw.